# Jannik Robatsch
Jannik Thomas Robatsch (Villach, 28 dicembre 2004) è un calciatore austriaco, difensore dell'Austria Klagenfurt.

## Carriera
Robatsch è cresciuto nel settore giovanile dell'Austria Klagenfurt e ha esordito in prima squadra il 31 agosto 2022 nell'incontro di ÖFB-Cup vinto 5-0 contro il Bregenz. La stagione successiva è stato promosso definitivamente in prima squadra e il 4 novembre 2023 ha esordito anche in Bundesliga contro il Wolfsberger.
Il 29 settembre 2024 ha segnato il suo primo gol decidendo la trasferta vinta 1-0 sul campo del Grazer AK.

## Statistiche

### Presenze e reti nei club
Statistiche aggiornate al 17 maggio 2025.
| Stagione        | Squadra            | Campionato      | Campionato | Campionato | Coppe nazionali | Coppe nazionali | Coppe nazionali | Coppe continentali | Coppe continentali | Coppe continentali | Altre coppe | Altre coppe | Altre coppe | Totale | Totale | Totale |
| Stagione        | Squadra            | Comp            | Pres       | Reti       | Comp            | Pres            | Reti            | Comp               | Pres               | Reti               | Comp        | Pres        | Reti        | Pres   | Reti   |        |
| --------------- | ------------------ | --------------- | ---------- | ---------- | --------------- | --------------- | --------------- | ------------------ | ------------------ | ------------------ | ----------- | ----------- | ----------- | ------ | ------ | ------ |
| 2022-2023       | Austria Klagenfurt | BL              | 0          | 0          | CA              | 1               | 0               | -                  | -                  | -                  | -           | -           | -           | 1      | 0      |        |
| 2023-2024       | Austria Klagenfurt | BL              | 13         | 0          | CA              | 1               | 0               | -                  | -                  | -                  | -           | -           | -           | 14     | 0      |        |
| 2024-2025       | Austria Klagenfurt | BL              | 28         | 1          | CA              | 3               | 1               | -                  | -                  | -                  | -           | -           | -           | 31     | 2      |        |
| Totale carriera | Totale carriera    | Totale carriera | 41         | 1          |                 | 5               | 1               |                    | -                  | -                  |             | -           | -           | 46     | 2      |        |